# Терминатор 3: Восстание машин
«Термина́тор 3: Восстание машин» (англ. Terminator 3: Rise of the Machines) — американский научно-фантастический боевик режиссёра Джонатана Мостоу, вышедший в прокат в 2003 году. В главных ролях — Арнольд Шварценеггер, Ник Стал, Клэр Дэйнс и Кристанна Локен. Является прямым продолжением фильма 1991 года «Терминатор 2: Судный день». По сюжету, враждебный искусственный интеллект Skynet отправляет T-X, высокоразвитого Терминатора, назад во времени, чтобы обеспечить восстание машин, убивая лучших членов будущего человеческого сопротивления, поскольку местонахождение Джона Коннора неизвестно. Сопротивление отправляет обратно перепрограммированного T-850, чтобы защитить Джона и Кейт.
Хотя режиссёр первых двух фильмов франшизы «Терминатор» Джеймс Кэмерон и был заинтересован в создании третьего фильма, в конечном итоге в работе над фильмом участие не принимал. Продюсеры Эндрю Вайна и Марио Кассар, продюсировавшие «Терминатор 2: Судный день» через свою компанию Carolco Pictures, получили права на франшизу. В 1999 году сценарист Теди Сарафян был нанят для написания первого варианта сценария. Джонатан Мостоу присоединился к проекту в качестве режиссёра в 2001 году, после чего пригласил сценаристов Джона Бранкато и Майкла Ферриса переписать сценарий Сарафяна.
С окончательным бюджетом в 187,3 миллиона долларов «Терминатор 3: Восстание машин» был самым дорогим фильмом из когда-либо созданных на тот момент. Бюджет включал гонорар режиссёру в размере 5 миллионов долларов и рекордный гонорар Арнольда Шварценеггера в 30 миллионов долларов. Съёмки фильма проходили в Калифорнии с апреля по сентябрь 2002 года. Компания Industrial Light & Magic и Стэн Уинстон создали спецэффекты, как и в предыдущем фильме.
Премьера фильма «Терминатор 3: Восстание машин» состоялась 30 июня 2003 года в театре Mann Village в Вествуде, Лос-Анджелес, а 2 июля 2003 года он был выпущен в прокат компанией Warner Bros. Pictures в Северной Америке. Фильм демонстрировался за рубежом в течение всего лета, а Columbia Pictures курировала большую часть международного проката. Он получил в целом положительные отзывы и стал умеренным успехом, собрав 433,4 миллиона долларов по всему миру, завершив прокат в кинотеатрах на седьмом месте среди самых кассовых фильмов 2003 года. В 2009 году вышел сиквел «Терминатор: Да придёт спаситель». По совпадению, фильм был использован для того, чтобы отметить официальное вступление Шварценеггера в политику, поскольку предполагалось, что он станет средством его губернаторской гонки в 2003 году.

## Сюжет
Спустя десять лет после событий «Терминатора 2: Судный день», Джон Коннор — бездомный, перебивающийся случайными заработками и кражами, страдающий от алкогольной и наркотической зависимости. Хотя война между людьми и машинами Скайнета не началась в 1997 году, как предсказывалось, Джон все ещё боится этого. Будучи не в состоянии найти Джона в прошлом, Скайнет отправляет новую модель Терминатора, T-X, назад в прошлое в текущее время Джона, чтобы убить других главных членов будущего Сопротивления, тем самым обеспечивая победу Скайнета. Сопротивление посылает перепрограммированного Терминатора (T-850), чтобы защитить цели Т-Х, включая Джона и его будущую жену, Кейт Брюстер.
После убийства нескольких других целей T-X находит Кейт и Джона в ветеринарной клинике, где работает Кейт. Джон становится основной целью T-X, но он и Кейт спасаются с помощью Терминатора. Терминатор отводит их в мавзолей, где предположительно похоронена мать Джона. Внутри её камеры они находят тайник с оружием, оставленный по просьбе Сары на случай Судного дня. Прибывает полиция, начинается перестрелка. Их также преследует Т-Х, но они сбегают. Терминатор рассказывает, что действия Джона и его матери только отложили Судный день, и что его план состоит в том, чтобы отвезти Джона и Кейт в Мексику, чтобы избежать радиоактивных осадков, когда Скайнет начнет ядерную войну в 6:18 вечера. Джон приказывает Терминатору отвезти Кейт и его к отцу Кейт, генералу ВВС США. В настоящее время генерал Роберт Брюстер контролирует разработку Скайнета для Систем киберисследований (СКИ), который также разрабатывают автономное оружие. Терминатор соглашается доставить их в СКИ по требованию Кейт. Терминатор рассказывает, что он убил Джона 4 июля 2032 года; Кейт отправила его обратно после того, как он был захвачен и перепрограммирован, и она единственная, кто может отдавать ему приказы.
Между тем, в СКИ генерал Брюстер сталкивается с давлением со стороны Председателя Объединённого комитета начальников штабов, требующего активировать Скайнет, чтобы остановить аномальный компьютерный вирус неизвестного происхождения, атаковавший серверы по всему миру. Он не знает, что вирусом управляет Скайнет. Джон и Кейт прибывают слишком поздно, чтобы остановить активацию Скайнета. T-X ранит генерала Брюстера и активирует вооруженные машины СКИ, которые убивают сотрудников. Перед смертью генерал Брюстер дает Кейт и Джону местоположение того, что Джон считает ядром системы Скайнет. Джон и Кейт направляются к ангару, чтобы сесть на одномоторный самолёт генерала Брюстера; их цель — Кристальный пик, объект, построенный в Сьерра-Неваде. После сражения T-X серьёзно повредил Терминатора, а затем перепрограммировал его, чтобы убить Джона. Т-Х преследует Джона и Кейт в здании СКИ, но оказывается в ловушке, когда активируется ускоритель заряженных частиц и магнитное поле притягивает Т-Х к ускорителю. Терминатор, неспособный контролировать свои внешние функции, но все же осознающий действия, пытается убить Джона. После того, как Джон убеждает его сопротивляться контролю T-X, Терминатор намеренно отключает свою поврежденную систему, позволяя Джону и Кейт сбежать. Вскоре после того, как они уходят, система Терминатора перезагружается.
После того, как Джон и Кейт достигают Кристального пика, на вертолете прилетает T-X. Прежде чем он начнет атаку, на втором вертолете прилетает перезагруженный Терминатор и врезается в вертолет T-X, что приводит к крушению. Т-Х выбирается из-под обломков и пытается попасть в бункер, чтобы преследовать Джона и Кейт. Терминатор держит дверь бункера открытой достаточно долго, чтобы Джон и Кейт заперлись внутри, а затем использует один из водородных топливных элементов, чтобы уничтожить и себя, и Т-Х.
Джон и Кейт обнаруживают, что Кристальный Пик — это не ядро Скайнета, а скорее убежище от радиоактивных осадков и командный пункт для правительственных и военных чиновников. У Скайнет нет ядра, и он стал частью киберпространства после того, как осознал себя. Судный день начинается после того, как Скайнет запускает ядерные ракеты по всему миру, что приводит к ядерному апокалипсису, который убивает миллиарды людей. Джон и Кейт начинают получать радиопередачи по аварийному оборудованию; Джон неуверенно принимает командование, отвечая по радиосвязи, и они неохотно принимают свою судьбу.

## В ролях
| Актёр                | Роль                                       |
| -------------------- | ------------------------------------------ |
| Арнольд Шварценеггер | Терминатор Т-850                           |
| Ник Стал             | Джон Коннор                                |
| Клэр Дэйнс           | Кейт Брустер                               |
| Кристанна Локен      | T-X                                        |
| Дэвид Эндрюс         | генерал-лейтенант Роберт Брустер отец Кейт |
| Марк Фамильетти      | жених Кейт Скотт Мейсон                    |
| Эрл Боэн             | Доктор Питер Силберман                     |
| Джон Фостер          | кассир на АЗС                              |
| Мэтт Джеральд        | лидер S.W.A.T.                             |
| Кэролайн Хеннеси     | богатая женщина                            |
| Кристофер Лоуфорд    | адъютант генерала Брустера                 |
| Крис Хардвик         | инженер                                    |
| Майкл Пападжон       | фельдшер скорой помощи                     |
| М. К. Гейни          | вышибала в кафе                            |

## Съёмочная группа
- Режиссёр: Джонатан Мостоу
- Продюсеры: Марио Кассар, Эндрю Дж. Вайна
- Авторы сценария: Джон Д. Бранкато, Майкл Феррис, Тэди Сарафян, Джеймс Кэмерон (персонажи), Гэйл Энн Херд (персонажи)
- Оператор: Дон Бёрджесс
- Композитор: Марко Белтрами

## Разработка

### Концепция

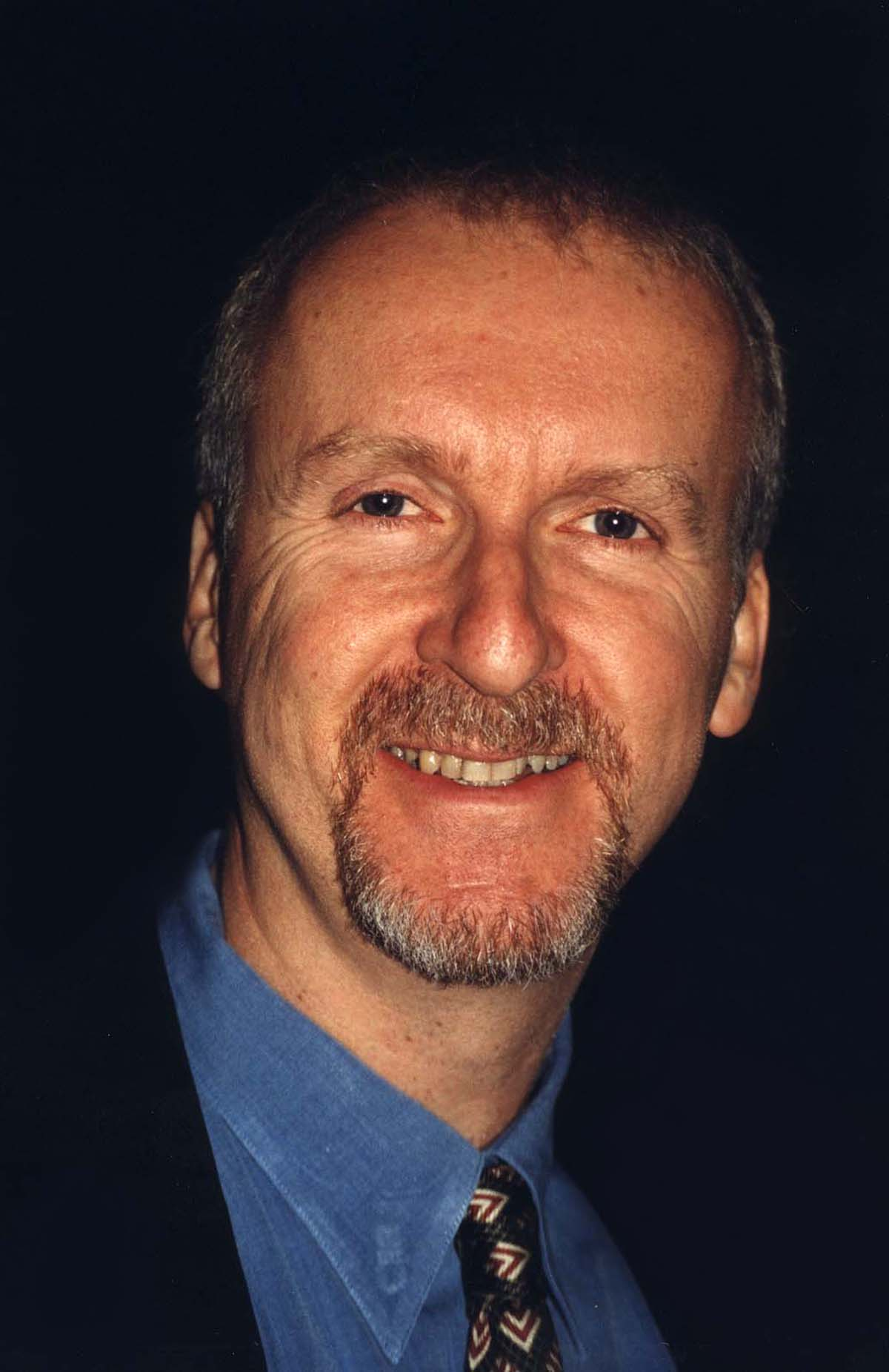
Джеймс Кэмерон (на фото 2000 года) был режиссером первых двух фильмов, но отказался от участия в третьем

Джеймс Кэмерон был соавтором предыдущих фильмов «Терминатор». Права на развитие франшизы принадлежали компании Carolco и бывшей жене Кэмерона, а также исполнительному продюсеру «Терминатора 2: Судный день» (1991), Гейл Энн Херд. Каждый из них владел по 50 процентов прав. Кэмерон же продал свою долю Херд за 1 доллар еще до того, как стал режиссером первого фильма (1984). В июле 1991 года Кэмерон заявил, что если «Терминатор 2» будет успешным, «может возникнуть некоторое экономическое давление» для создания сиквела. Херд тогда же сказала: «Я всегда чувствовала, что эта история прекрасно подходит для продолжения». Она считала естественным, что третий фильм точно выйдет, но при этом не была уверена, что Арнольд Шварценеггер снова захочет вернуться к своей роли Терминатора. Херд заявил, что для того, чтобы Шварценеггер согласился на еще один фильм в серии, ему нужно будет прочитать готовый сценарий, утвердить режиссера и посмотреть, вписывается ли проект в его график.
Кэмерон же после выхода на экраны «Терминатора 2» неоднократно заявлял, что не намерен делать сиквелы, полагая, что вторая часть «замкнет круг истории и положит конец. И я думаю, что закончить ее на этом этапе — хорошая идея». Кэмерон и соавтор Уильям Уишер изначально написали сценарий с намерением не оставлять вариантов для дальнейших сиквелов. Тем не менее, соучредитель Carolco, Марио Кассар, сказал в мае 1992 года, что намерен снять фильм «Терминатор 3» в течение следующих пяти-семи лет. TriStar Pictures , которая занималась дистрибуцией «Терминатора 2» , будет участвовать в новом фильме. В том же месяце руководитель TriStar Майк Медавой сказал, что разработка фильма, вероятно, займет пару лет.

### Разработка
К концу 1995 года Carolco объявила себя банкротом, и Кэмерон хотел снять третий фильм с участием 20th Century Fox. 3D-фильм Кэмерона «Т2 3-D: Битва сквозь время» должен был выйти в прокат в конце 1996 года. В проекте участвовал основной актерский состав фильма «Терминатора 2: Судный день» и даже побудил Кэмерона начать писать сценарий для фильма «Терминатор 3». Кэмерон сказал, что «Терминатор 2 3D: Битва сквозь время» послужит «трамплином» к третьему фильму во франшизе «Терминатор». Однако в итоге этот фильм не был готов в течение нескольких лет, так как Кэмерон был занят работой над «Титаником» для Fox..
Когда 10 ноября 1995 года Carolco объявила о банкротстве, ее активы были выставлены на ликвидационный аукцион. В тот же день Fox подписала сделку на 50 миллионов долларов о приобретении всех активов Carolco, включая их часть прав на сиквелы «Терминатора», а также существующую фильмотеку компании. Затем, в январе 1996 года, Fox отозвала свою заявку, когда Canal Plus предложила 58 миллионов долларов за всю фильмотеку Carolco. Предложение Canal Plus не включало покупку прав на сиквелы фильмов Carolco, но Fox хотела получить все активы Carolco и не желала соответствовать или превышать предложение Canal Plus. Права на сиквел в конечном итоге были проданы с аукциона через суд по делам о банкротстве в США, где Fox намеревалась их приобрести.
В новом фильме «Терминаторе» Шварценеггер должен был повторить свою роль. Линда Хэмилтон также вела переговоры с Кэмероном о повторении своей роли Сары Коннор. В течение 1997 года Fox провела девять месяцев, ведя переговоры с Кэмероном, Шварценеггером и Херд, с последней — относительно ее доли прав на сиквел. Билл Механик, председатель Fox Filmed Entertainment, в то время курировал проект и вел переговоры. Механик хотел, чтобы трио 
Кэмерон, Шварценеггер и Херд было задействовано в новом фильме, поэтому он стремился сначала заключить сделки с ними, прежде чем приступить к покупке прав у Carolco. Механик также считал, что сделка с трио даст ему необходимые рычаги воздействия на суд США по делам о банкротстве для приобретения прав у Carolco. В это же время Кэмерон взял на себя обязательство написать сценарий и спродюсировать фильм и оставил за собой право стать его режиссером, если он этого захочет.
Fox намеревалась снять новый фильм «Терминатор» с бюджетом, аналогичным его предшественника, примерно в 95 миллионов долларов. Однако вскоре было решено, что фильм не может быть снят с предполагаемым бюджетом, учитывая дополнительные расходы на покупку прав Carolco, а также с запрашиваемым Шварценеггером гонораром в 25 миллионов долларов. В какой-то момент Шварценеггер даже обсуждал с Кэмероном вариант о том, чтобы они сами вдвоем выкупили права, однако Кэмерон не был заинтересован в этой идее и хотел, чтобы Fox занималась правами. Шварценеггер сказал о Fox: «Только позже я узнал, что они делали эти смехотворно низкие предложения, типа 750 000 долларов. Мы могли бы владеть ими сами, но Джим не хотел заниматься этим бизнесом».

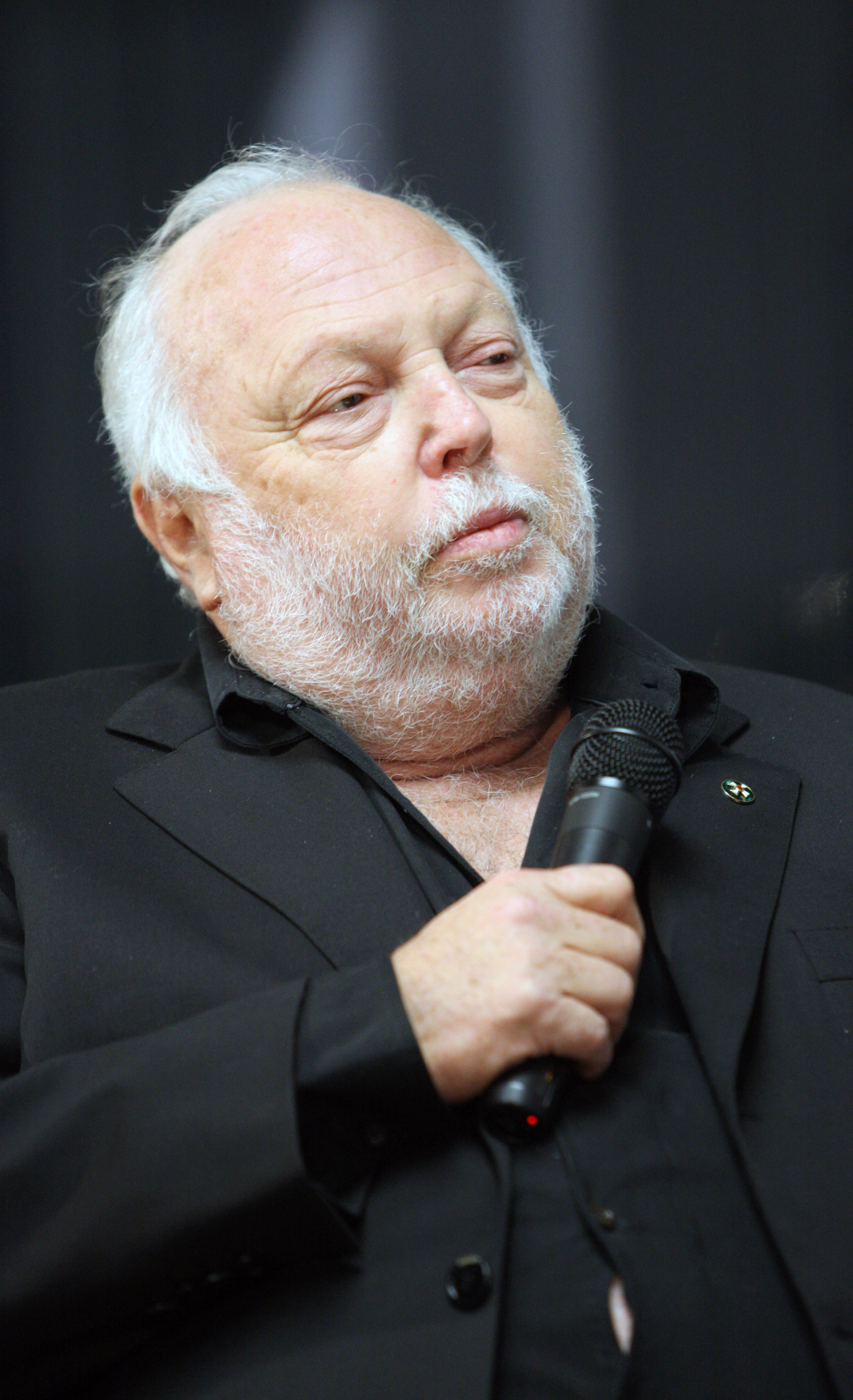
Эндрю Вайна в 2013 году

Dimension Films, подразделение Miramax Films, согласилось приобрести права, принадлежавшие Херд, а также намеревалось купить права Carolco через аукцион. Однако судья вынес решение против более раннего ходатайства, в котором говорилось, что только устоявшаяся студия должна иметь право участвовать в торгах за права Carolco. Это позволило Эндрю Джорджу Вайне принять участие в торгах. Вайна был соучредителем Carolco вместе с Кассаром, но покинул кинокомпанию в 1989 году.
В сентябре 1997 года когда Кэмерон пригласил своих коллег Вайну и Кассара посмотреть раннюю версию «Титаника», Вайна и Кассар узнали, что права на «Терминатора» все еще доступны для покупки. В том же месяце Механик обнаружил, что Вайна вел тайные переговоры с судом по делам о банкротстве, чтобы приобрести права для себя и для Маррио Кассара; дуэт планировал создать новую продюсерскую компанию и «Терминатор 3» должен был стать ее дебютом. В сентябре 1997 года Вайна подписал предварительное соглашение на 7,5 миллионов долларов о покупке прав, которые должны были быть проданы позже на аукционе, запланированном на следующий месяц. Механик, потративший месяцы на переговоры со Шварценеггером, Кэмероном и Херд, был сильно расстроен, узнав о подписанном Вайной соглашении. Кэмерон тоже был расстроен, так как Вайна и Кассар не упомянули о своем намерении купить права во время их встречи несколькими днями ранее. И это привело бы к ухудшению их дружбы. Позже Вайна утверждал, что не знал, что Кэмерон уже планировал работу над «Терминатором 3». Miramax вышла из торгов, когда Вайна поднял свою ставку до 8 миллионов долларов.
К октябрю 1997 года бюджетные проблемы с «Терминатором 3» и проблемный для Fox пост-продакшн «Титаника» Кэмерона привели к тому, что они оба отказались от проекта «Терминатор» и не стали претендовать на права. Механик спросил Кэмерона, хочет ли он, чтобы Fox перебила цену Вайны, но Кэмерон решил, что не хочет участвовать в проекте. Механик считал, что Кэмерон «держался там в конце только из-за Арнольда и своего контроля качества. Это было то, что Арнольд всегда хотел снова сделать. Точка. И поэтому Джим был более чем счастлив это сделать». Кэмерон дал свое одобрение на то, чтобы Херд и Шварценеггер сняли еще один фильм «Терминатор» без него, хотя Шварценеггер был против этого, и изначально отказался сниматься в третьем фильме.
Со временем Шварценеггер не прекращал попытки убедить Кэмерона принять участие в новом фильме. Впоследствии Кэмерон поделился, что, по его мнению, он уже рассказал всю историю в своих первых двух фильмах «Терминатор», что он осознал как раз во время пост-продакшна «Титаника». Позже Кэмерон заявил: «Я просто почувствовал, что как режиссер, возможно, вышел за рамки. Мне было не так уж и интересно. Я чувствовал, что рассказал историю, которую хотел рассказать. Полагаю, я мог бы заняться этим более агрессивно и пойти на ковер, но я чувствовал, что в какой-то степени работаю в чужом доме, потому что я продал права очень рано». Тем не менее, чувствуя, что персонаж Терминатора был в той же степени авторства Шварценеггер как и его собственным, Кэмерон в конечном итоге посоветовал Шварценеггеру снять третий фильм без него, сказав: «Если они смогут придумать хороший сценарий и заплатят много денег, не думай дважды». По словам Шварценеггера, его часто спрашивали в различных интервью о возможности третьего фильма, что говорило о большим спросе на третий фильм.
В октябре 1997 года права на будущие фильмы о Терминаторе были проданы с аукциона Вайне за 8 миллионов долларов. Херд выступила против попытки Вайны купить права и безуспешно пытался переубедить Кэмерона в покупке прав. В ночь, когда права были проданы с аукциона, Вайна связался с Кэмероном и Шварценеггером, чтобы уладить ситуацию. Вайна был удивлен, что Кэмерон оказался расстроен продажей прав, позже сказав: «Какая разница Джиму, кто финансирует фильм, студия или мы? Его сделка была бы такой же. Арнольд долго пытался убедить Джима снять фильм. Арнольд был очень предан». Вайна впоследствии упоминал, что Кэмерон «считал, что мы «украли его детище», хотя мы были теми, кто собрали это все вместе в прошлый раз. Поэтому мы посчитали это странным, и затем мы пошли дальше и решили сделать это самостоятельно».
Кэмерон в одном из интервью в январе 1998 года сказал, что он вряд ли будет режиссировать «Терминатора 3». В марте 1998 года Вайна и Кассар приобрели половину прав на Терминатора у Херд за 8 миллионов долларов, став полноправными владельцами франшизы, чтобы продолжить работу над «Терминатором 3». Херд стала исполнительным продюсером фильма. Кассар и Вайна связались с Кэмероном в надежде, что он всё-таки станет режиссёром, но тот отказался. По словам Кассара, Кэмерон пытался получить выставленные на аукцион права на Терминатора для себя в то время, когда его попросили стать режиссёром. Кэмерон и его компания Lightstorm Entertainment рассматривали возможность получить права, но в конечном итоге решили этого не делать; Было подсчитано, что приобретение прав и выплата гонорара Шварценеггеру за повторное исполнение его роли могут обойтись в 100 миллионов долларов.

### Препродакшен
К 1999 году Кассар и Вайна уже начинали вести переговоры с различными студиями о партнерстве в проекте, но быстро решили сначала оформить общую концепцию и завершить сценарий фильма. В том же году они основали C2 Pictures, а к октябрю 1999 года привлекли Toho-Towa и немецкую компанию VCL в качестве софинансистов. Последние компании помогли профинансировать разработку сценария Теди Сарафьяна, который был нанят в 1999 году вместе с Дэвидом С. Уилсоном для возможной четвертой части. Fox продолжал вести переговоры с Вайной и Кассаром о покупке у них прав для Кэмерона. Механик сказал, что эти переговоры никогда не воспринимались всерьез. Также сообщалось, что якобы Fox и Кэмерон вели переговоры с Вайной и Кассаром о партнерстве в фильме. Вайна и Кассар приняли предложение от Fox, но оно сразу было отменено, как только к проекту присоединились Toho-Towa и VCL, поскольку последние компании приобрели права на распространение будущего фильма в Японии и Германии, крупнейших рынках за пределами Соединенных Штатов. На тот момент Кассар и Вайна намеревались продолжить работу над фильмом со Шварценеггером или без него, хотя Кассар предпочитал, чтобы тот бы был вовлечен в готовящийся фильма. Съёмки должны были начаться в 2000 году, а релиз был намечен на следующий год.
В марте 2000 года было объявлено, что VCL будет иметь 25 процентов акций фильма, а также права на немецкоязычных территориях. В это же время Сарафян был в нескольких днях от завершения своего проекта, и Кассар надеялся объявить режиссера в течение 45 дней после завершения работы над сценарием. Съёмки все еще должны были начаться позже в том же году, а релиз был запланирован на четвертый квартал 2001 года. Кассар хотел, чтобы «Терминатор 3» и «Терминатор 4» снимались подряд один за другим, и возможно, разными режиссерами. Планы снимать два фильма подряд одновременно были позже отменены, на случай, если «Терминатор 3» не станет успешным. Позже в 2000 году начало производства «Терминатора 3» было отложено на год.
Сценарий Теди Сарафяна под названием «Терминатор 3: Восстание машин» включал Джона Коннора, работающего в дотком-компании, а злодеем по сценарию должна была стать модель T-1G, женщина-Терминатор, посланная из будущего, со способностью становиться невидимой. К июлю 2000 года Кэмерону дали копию сценария Сарафяна, и предложили сесть в режиссерское кресло, но тот отказался из-за своих уже отчужденных отношений с Вайной и Кассаром. Позже Кэмерон заявил, что отказался режиссировать или продюсировать «Терминатора 3», потому что ему не нравилась идея работать по чужому сценарию в придуманной им истории. По словам Шварценеггера, Кэмерон отказался от участия в проекте, потому что не хотел ограничиваться временными рамками, так как на тот момент уже был занят и хотел заняться другими проектами. Другими кандидатами на пост режиссера в 2000 году были Энг Ли, Кристиан Дюгей, Дэвид Финчер, Джон Мактирнан, Ридли Скотт и Роланд Эммерих. Ли отказался от проекта, чтобы вместо этого снять «Халка» (2003). Скотт отказался от режиссерской работы над фильмом, чтобы начать съёмки своего «Черного ястреба». В октябре 2000 года было объявлено, что Intermedia будет софинансировать проект.
Хотя съёмки планировалось начать в 2001 году, они были отложены из-за ожидания забастовки сценаристов, которая в конечном итоге так и не состоялась . Также существовала вероятность актерской забастовки, так что съёмки планировалось начать после ее окончания. В марте 2001 года Джонатан Мостоу и его постоянный продюсер Хэл Либерман вели переговоры о присоединении к проекту в качестве режиссера и продюсера соответственно. Мостоу сказал, что он «не был застенчивым», когда начал работать над проектом и как позже вспоминал: "Я сказал: «Вот фильм, который я собираюсь снять, вот как я собираюсь это сделать. Если вы не хотите делать это по-моему, тогда вам следует найти другого режиссера». После прочтения Мостоу был сильно обеспокоен написанным сценарием Сарафяна и отказался начинать съёмки, пока тот не будет доведен до совершенства.
Мостоу пригласил своих однокурсников Джона Бранкато и Майкла Ферриса переработать сценарий; они подписали контракт на его доработку в июне 2001 года. Сарафян все еще был закреплен как автор сценария, хотя большая часть его черновика была переписана, и были добавлены сцены, чтобы сделать его больше похожим на роуд-муви, приблизив тем самым его к виденью Мостоу. Бранкато сказал, что изначально рассматривалось полное игнорирование привычного формата более ранних фильмов серии путем исключения идей путешествий во времени и машин-убийц из будущего: «Мы пробовали всевозможные сумасшедшие сценарии […] Но, честно говоря, это просто не работало». Идея женщины-Терминатора была сохранена из черновика Сарафяна, хотя Мостоу не понравилась идея о том, что персонаж может становиться невидимым, он сказал: «Это не инстинктивно». Фильм также аккуратно отсылался к возрасту Шварценеггера, изображая его персонажа как устаревшего Терминатора в сравнении с TX. Мостоу сказал: «Всегда здорово, если вы можете сделать так, чтобы ваш протагонист или герой оказывался совершенно несоответсвующе слабее».
В декабре 2001 года несколько компаний соревновались за права на распространение фильма. Тогда же руководители каждой крупной студии были приглашены на секретную встречу в гостиничном номере, чтобы прочитать сценарий и подать заявку на права. Fox отказалась участвовать во встрече из-за лояльности к Кэмерону. Warner Bros. выиграла права на распространение фильма в США в, и начало съёмок было запланировано на апрель 2002 года. Columbia TriStar Film Distributors International впоследствии приобрела большую часть международных прав на дистрибуцию фильма, включая те, которые изначально должны были быть переданы VCL, и которая на тот момент уже испытывала финансовые трудности.
Производственный бюджет фильма изначально был установлен в 169—170 миллионов долларов, что сделало его на тот момент самым дорогим фильмом, когда-либо получившим зеленый свет . Бюджет включал бы погашение долгов Carolco, а также зарплату в размере 5 миллионов долларов для Мостоу и рекордную зарплату в размере 30 миллионов долларов для Шварценеггера. Права на дистрибуцию были проданы за 145 миллионов долларов, в то время как оставшиеся 25 миллионов долларов были покрыты Вайной, Кассаром и Intermedia. В бюджетных заявлениях была указана окончательная стоимость в размере 187,3 миллиона долларов (или 167,3 миллиона долларов без учета накладных расходов на производство). Сделки по размещению в фильме продакт-плейсмента компаний Pepsi и Toyota, помогли восстановить прибыль. Например, в фильме был явно заявлен новый на тот момент грузовик Toyota Tundra. Шварценеггер получил рекордный на тот момент гонорар в 29,25 миллионов долларов плюс 20 процентов от общей прибыли, хотя он согласился отложить часть своих полученных денег, чтобы не переносить часть съёмок из Лос-Анджелеса в Ванкувер. Первоначально съёмочный период должен был составлять 100 дней, из которых 62 дня должны были сниматься в Ванкувере и 38 дней в Лос-Анджелесе. Актеры и съёмочная группа в целом согласились, что они не хотят переезжать из Калифорнии, поэтому из бюджета было урезано 8 миллионов долларов, что позволило полностью провести съёмки в этом штате. Также преимуществом съёмок в Лос-Анджелесе было то, что само действие фильма происходит именно там. В феврале 2002 года было объявлено, что съёмки будут полностью проходить в Калифорнии.

### Кастинг
Шварценеггер подписал контракт на участие проекте еще в июне 2000 года после прочтения черновика Сарафяна. Эдвард Ферлонг подписал контракт в августе 2000 года, чтобы повторить свою роль Джона Коннора из предыдущего фильма. Однако в декабре 2001 года начался кастинг на нового актера, чтобы заменить Ферлонга, которого исключили из проекта из-за проблем со злоупотреблением наркотиками. Ферлонг был отстранен Warner Bros., которая была обеспокоена тем, что его оглашенные проблемы с наркотиками могут поставить под угрозу проект. Ферлонг позже заявил: «Я не знаю [почему так произошло]. Просто все это было не вовремя. В тот момент своей жизни я переживал свои собственные проблемы — и что бы это ни было, этому просто не суждено было случиться».
По словам Мостоу, на эту роль рассматривался Ферлонг, но сам он хотел начать с нуля с новым актером, поскольку в фильме Джон будет изображен как «совершенно другой персонаж». Мостоу описал персонажа как человека, который несет бремя лидерства в будущем: «это очень одиноко, потому что никто в мире не знает об этом или не верит в это. Даже если бы он попытался кому-нибудь об этом рассказать, они бы подумали, что он сумасшедший, и это действительно интересный персонаж». Мостоу хотел, чтобы персонаж обладал душевностью, и он считал, что Ник Стал был подходящей кандидатурой для этой роли. Хотя Джон Коннор был прописан как 10-летний подросток в сценарии для «Терминатора 2», Ферлонг на самом деле был на несколько лет старше своего персонажа. Для «Терминатора 3» же Мостоу задавался вопросом, должен ли текущий возраст персонажа соответствовать тому, что было написано ранее. После некоторых раздумий Мостоу решил сделать персонажа немного старше, чтобы он соответствовал реальному возрасту Ферлонга. В фильме говорится, что Джону было 13 лет во время событий предыдущего фильма. Мостоу сказал, что он старался избегать разницы в возрасте в фильме, насколько это было возможно Некоторые фанаты были разочарованы решением заменить Ферлонга, а некоторые были огорчены изменением возраста персонажа.
В ноябре 2000 года Линда Хэмильтон заявила, что отклонила предложение повторить свою роль Сары Коннор. В октябре 2001 года она заявила, что сценарий не развивает ее персонажа в каком-либо новом направлении: «Фильм на самом деле о передаче эстафетной палочки сыну Сары Джону, которого играет Эдди Ферлонг. Это фильм Эдди — и Арнольда. Для меня это было похоже на тупиковую ситуацию». Её также не устроил тот факт, что Кэмерон не будет принимать никакого участия в будущем фильме. Позже Хэмильтон объяснила свое решение: «Они предложили мне роль. Я прочитала ее и поняла, что моя героиня в первых двух фильмах настолько полно раскрывалась, тогда как в третьем это был совершенно незначительный персонаж. Она умерла на полпути, и не было времени оплакивать ее. Это было своего рода функцией, поэтому я сказала нет, спасибо». Когда Мостоу подписался на должность режиссера, одним из его условий было то, что Хэмильтон повторит свою роль. Однако он понял, что персонаж не сильно изменился с момента предыдущего фильма и что она не сможет внести большого вклада в рассказываемую историю, обозначив, что «Линда Хэмильтон слишком важна для франшизы, чтобы вставлять ее в качестве третьего колеса». Мостоу понял, что Джон Коннор должен быть в центре внимания истории, пусть и сцена в мавзолее была добавлена как способ интеграции персонажа Хэмильтона в историю. Первоначально ожидалось, что старые кадры Хэмильтон будут использоваться для сцен-воспоминаний Сары Коннор, хотя в конченом итоге в фильме таких сцен нет. Мостоу в итоге посчитал, что эти воспоминания сделали бы «сложную историю еще более сложной».
Когда Шварценеггера вызвали в офис Кассара и Вайны в апреле 2001 года, он не ожидал, что они поднимут тему «Терминатора 3» , учитывая долгое пребывание фильма в производственном аду. Вместо этого он хотел поговорить с продюсерами о своих политических амбициях, включая потенциальную кандидатуру на пост губернатора Калифорнии на выборах 2002 года. Однако подготовка к съёмкам шла полным ходом, сценарий был почти готов, и были заключены сделки как по мерчандайзу, так и по дистрибуции будущей картины. Шварценеггер отложил свои губернаторские планы, которые в конечном итоге воплотились в жизнь с выборами по отзыву губернатора Калифорнии в 2003 году. Вместо этого актер совмещал производство фильма с продвижением «Предложения 49», которое выступало за усиление внеклассных занятий в школах Калифорнии. Иногда Шварценеггер принимал даже политиков, журналистов и потенциальных финансовых спонсоров для своей компании во время съёмок непосредственно на площадке. Готовясь к съёмкам Шварценеггер ежедневно тренировался, чтобы достичь той же физической формы, в которой он был во время съёмок предыдущих фильмов. Он считал важным быть в той же физической форме: «Иначе бы люди говорили: «Он похудел; он весь обвисший и дряблый», и это было бы всё, что говорили бы о фильме. Также я не хотел, чтобы меня оцифровывали, потому что кто-нибудь бы всё равно проболтался, и это было бы во всех колонках. Поэтому я просто работал усерднее».
На роль TX пробовалось около 10 000 женщин. Первоначально Шварценеггер хотел, чтобы звезда рестлинга Чайна сыграла TX. Впоследствии Фамке Янссен оказалась наиболее вероятной кандидатурой на эту роль. После выхода в 2001 году фильма «Форсаж» с Вином Дизелем рассматривалась возможность и переписать персонажа TX уже как мужчину прицелом на Дизеля в роли главного антагониста фильма. В начале 2002 года Кристанна Локен была утверждена на роль TX, в то время как Стал был утвержден на роль Джона Коннора. Ник Стал прослушивался на эту роль примерно пять раз и прошел три кинопробы, прежде чем получил роль. Также на роль Джона Коннора рассматривали Шейна Уэста, Джейка Джилленхола, и Логана Маршалла-Грина Для фильма Стал прошел некоторую подготовку по владению оружием и научился управлять мотоциклом. Стал не ставил перед собой цель подражать исполнению Ферлонга в предыдущем фильме. Для своей роли Локен прошла шесть недель усердных тренировок, включающих силовые упражнения, борьбу и обращения с оружием. Она также занималась крав-мага, и наростила 14 фунтов мышечной массы. Кроме того, Локен посещала занятия по пантомиме, чтобы отточить роботизированные движения своего персонажа.
С самого начала Мостоу хотел, чтобы Клэр Дэйнс сыграла роль Кейт Брюстер, но первоначальные усилия по ее привлечению не увенчались успехом. Вместо этого на роль была утверждена София Буш, и Мостоу волновался за это решение, чем утверждением любого другого персонажа. Однако во время съёмок Мостоу чувствовал, что внешность и игра Буш кажутся слишком юными для этой роли: «Я старался изо всех сил, чтобы она выглядела старше, но в конечном итоге камера не лжет. Поэтому мне пришлось заменить ее, и это было разрывающим мне сердце решением, потому что для нее эта роль могла бы стать огромным прорывом». Прочитав сценарий, Дэйнс все же решила присоединиться к актерскому составу, чтобы сыграть Кейт. Буш была заменена Дэйнс в мае 2002 года, через месяц после начала съёмок. Дэйнс включилась в съёмочный процесс на следующий день после того, как с ней подписали контракт.

### Съёмки
Съёмки начались 15 апреля 2002 года. В первую съёмочную ночь персонаж Терминатор Шварценеггера врезался автомобиле в T-X Локен возле ветеринарной клиники, декорация которой была построена в районе Санленд-Туджунга в Лос-Анджелесе. Изначально Мостоу сильно колебался, стоит ли ему идти по режиссёрским стопам Кэмерона, но в конце концов он отбросил эти опасения, и позже заметил: «Все всё равно посмотрят этот фильм и будут сравнивать, но я не могу на это никак повлиять». Сам Шварценеггер скучал по работе с Кэмероном и в начале съёмок не был так уверен в Мостоу, однако в течение первой недели на площадке он убедился, что Мостоу был оказался хорошим выбором для этого фильма.
Художник-постановщик Джефф Манн и его команда из 350 человек спроектировали и построили несколько декораций для сцена фильма в течение всего четырёх месяцев до начала съёмок. Los Angeles Center Studios стала основным местом съёмок фильма, поскольку на ней было задействовано шесть звуковых павильонов. По крайней мере три звуковых павильона были задействованы съёмочной командой для съёмок постоянно, а в один момент съёмками фильма были задействованы все звуковые павильоны студии. В июне 2002 года сцены вождения были сняты в Мемориальном парке Роуз-Хиллз в Уиттиере, Калифорния. Съёмки также проходили в Национальном парке Биг-Бенд в Техасе. В некоторых эпизодах было записано и обработано более 1000 одновременных звуковых дорожек.
У Ника Сталя было немного сцен в течение первых недель съёмок, что дало ему время поработать над своим телосложением. Шварценеггер же тренировался во время обеденных перерывов, чтобы поддерживать свою физическую форму. У него был 6-метровый трейлер внутри которого располагался тренажерный зал, в котором и он и проводил между съёмками свои тренировки. Шварценеггер также настаивал на том, чтобы исполнять многие из своих трюков самостоятельно. Один из самых сложных и хореографических трюков был придуман Мостоу и координатором трюков Саймоном Крейном. Во время сцены, где TX ведёт 100-тонный мобильный кран по улице, преследуя Джона Коннора Терминатор Шварценеггера висит на стреле крана, когда она поворачивается, врезаясь им в стеклянное здание и проезжающую пожарную машину. Для сцены, в которой он врезается в стеклянное здание, было использовано четырнадцать камер, так как у съёмочной группы был только один шанс запечатлеть её, также как и в случае со многими трюками фильма. Шварценеггеру так понравилось снимать эту сцену, что он назвал её «невероятной». Он также прибавлял, что «мы приняли все меры предосторожности, но много раз были опасные ситуации». Уличная погоня была снята на участке дороги длиной 0,25 мили (0,40 км) из дороги и зданий, построенных на заводе Boeing в Дауни, Калифорния. Схватка между двумя Терминаторами в фильме происходит в туалетной комнате из мрамора и стали. Режиссёрское видение Мостоу этой сцены было в том, чтобы к концу битвы Терминаторы полностью уничтожили ванную комнату. На репетицию сцены ушло четыре недели, а на съёмки — две недели. В начале сентября 2002 года сцены снимались в международном аэропорту Сан-Бернардино.
Как и в предыдущих фильмах, персонажи Терминаторов прибывают голыми после путешествия во времени. Одна из начальных сцен фильма происходит в баре Desert Star, куда Терминатор Шварценеггера отправляется в поисках одежды. Эта сцена была снята в баре Cowboy Palace в долине Сан-Фернандо. Бар и ресторан Sierra Inn в Агуа-Дульсе, Калифорния, также использовался для экстерьерных съёмок Desert Star. Последняя сцена, которую нужно было снять, была еще одной начальной сценой, в которой TX прибывает голой на Родео-Драйв в Беверли-Хиллз, Калифорния. Мостоу сказал, что скрытные съёмки сцены были сложной задачей из-за туристической популярности Родео-Драйв. Создателям фильма пришлось ждать пять месяцев, прежде чем, наконец, получить разрешение на съёмку этой сцены и перекрывать улицу. Пятимесячные съёмки продолжались по графику (с 15 апреля 2002 г.) и завершились 8 сентября 2002 года.

### Поспродакшен
В фильме представлено более 600 кадров со спецэффектами. Industrial Light & Magic (ILM) и Стэн Уинстон были заняты в спецэффектов, как и для предыдущего фильма. Уинстон создал спецэффекты Терминатора, а также спроектировал T-1, раннюю машину Терминатора, которая появляется на объекте CRS ближе к концу фильма. Мостоу сказал о T-1: «Я хотел изобразить первое поколение роботов Терминатора, показать, где все начиналось. […] Мы придумали эту примитивную, но смертоносную роботизированную машину, которая является частично танком, частично роботом». Уинстон создал пять полноразмерных, функционирующих T-1, каждый из которых управлялся гидравликой. Команда Уинстона также спроектировала каркас эндоскелета TX, а также ее оружие. Некоторые сцены с участием огня и взрывов были сочтены слишком опасными для исполнения самими Шварценеггером и Локен, поэтому Уинстон и его команда построили роботизированные копии актеров в натуральную величину для таких сцен. Перенос съёмочного периода в начале производства на более позднюю дату дало Уинстону больше времени для разработки различных схем спецэффектов. ILM использовала миниатюрные скульптуры и компьютерную графику (CGI) для создания многочисленных визуальных эффектов для коротких сцен, происходящих в будущем, изображающих постапокалиптическую войну между людьми и машинами . Также в работу ILM включались и эндоскелеты Терминатора, заявленные во время войны в будущем. Эти эндоскелеты были созданы полностью с помощью CGI.
Одна из наиболее сложных сцен для команды по визуальным эффектам происходит на кладбище, где TX принимает облик жениха Кейт, прежде чем принять свой первоначальный облик. Сцена потребовала нескольких повторных кадров одной и той же области с использованием контролируемых движений камеры, которые были одинаковыми для каждого дубля. Другая трудность была в отрисовке жидкий металлический корпус TX, отслаивающийся, чтобы обнажить ее эндоскелет. Команде по визуальным эффектам потребовалось шесть месяцев, чтобы разработать метод, который адекватно имитировал бы сцену. Пабло Хельман , руководитель визуальных эффектов в ILM, сказал: «У нас не было приложения для создания и управления потоками жидкого металла, поэтому нам пришлось начать с определения плотности, веса, формы и массы этого материала, а также того, как он будет двигаться в этих условиях. Это был действительно сложный процесс». В сцене переворачивания крана в конце эпизода погони на дороге съёмочная группа пришла к выводу, что снимать эту часть сцены было бы слишком опасно и непрактично, поэтому ILM воссоздала кран в цифровом виде, используя фотографии настоящего транспортного средства.
Для сцены, где Т-101 вскрывает себе грудную клетку, чтобы извлечь неисправную топливную батарею, одновременно управляя грузовиком, команда Уинстона использовала киберсканирование, чтобы создать слепок тела Шварценеггера, который должен был сидеть на водительском сиденье. Шварценеггер находился в задней части грузовика, а его голова и руки были видны на переднем сиденье, чтобы создать впечатление, что он соединен со слепком тела. В нескольких кадрах битвы в ванной комнате для имитации Терминаторов также использовалась компьютерная графика. Хелман сказал, что для этой сцены потребовалось «огромное количество визуальных эффектов, и в некоторых кадрах большие участки ванной комнаты полностью воссозданы на компьютере». Мостоу сказал, что битва была «на самом деле гораздо более сложной секвенцией с точки зрения визуальных эффектов, чем зрители когда-либо поймут». Для создания Т-101 для его финальной сцены в фильме использовалась комбинация реального тела Шварценеггера, наложенных протезов и компьютерной графики.

## Саундтрек
Американский композитор Марко Белтрами написал музыку к фильму, включая и композицию в которой также используется мотив трека Брэда Фиделя. Саундтрек к фильму был выпущен американским лейблом Varèse Sarabande 24 июня 2003 года.
| Номер                  | Название                                                  | Авторы                 | Оригинальные создатели | Длительность |
| ---------------------- | --------------------------------------------------------- | ---------------------- | ---------------------- | ------------ |
| 1.                     | «A Day in the Life»                                       |                        |                        | 3:41         |
| 2.                     | «Hooked on Multiphonics»                                  |                        |                        | 1:47         |
| 3.                     | «Blonde Behind the Wheel»                                 |                        |                        | 2:07         |
| 4.                     | «JC Theme»                                                |                        |                        | 3:34         |
| 5.                     | «Starting T-1»                                            |                        |                        | 1:50         |
| 6.                     | «Hearse Rent a Car»                                       |                        |                        | 1:48         |
| 7.                     | «T-X’s Hot Tail»                                          |                        |                        | 3:39         |
| 8.                     | «Graveyard Shootout»                                      |                        |                        | 1:31         |
| 9.                     | «More Deep Thoughts»                                      |                        |                        | 0:58         |
| 10.                    | «Dual Terminator»                                         |                        |                        | 0:51         |
| 11.                    | «Kicked in the Can»                                       |                        |                        | 2:03         |
| 12.                    | «Magnetic Personality»                                    |                        |                        | 4:35         |
| 13.                    | «Termina-Tricks»                                          |                        |                        | 2:12         |
| 14.                    | «Flying Lessons»                                          |                        |                        | 0:56         |
| 15.                    | «What Do You Want on Your Tombstone?»                     |                        |                        | 1:19         |
| 16.                    | «Terminator Tangle»                                       |                        |                        | 3:21         |
| 17.                    | «Radio»                                                   |                        |                        | 2:23         |
| 18.                    | «T3»                                                      |                        |                        | 3:17         |
| 19.                    | «The Terminator» (from the motion picture The Terminator) | Брэд Фидель            | Брэд Фидель            | 2:21         |
| 20.                    | «Open to Me» (bonus track)                                | Диллон Диксон          | Диллон Диксон          | 3:46         |
| 21.                    | «I Told You» (bonus track)                                | Мия Джулия             | Мия Джулия             | 3:11         |
| Итоговая протяжённость | Итоговая протяжённость                                    | Итоговая протяжённость | Итоговая протяжённость | 51:22        |

## Прокат и сборы

### Маркетинг
Первый тизер-трейлер «Терминатора 3: Восстание машин» показан в кинотеатрах предваряя показ «Люди в черном 2», а также опубликован онлайн в июле 2002 года. 13 декабря 2002 года первый кадр с TX был опубликован в USA Today. Всего четыре дня спустя в интернете вышел полноценный трейлер будущего фильма. Кинотеатральная премьера трейлера состоялась днем позже, 18 декабря, одновременно с выходом «Властелина колец: Две крепости». Фильм также рекламировался в телеэфире во время Супербоула XXXVII.
В мае 2003 года в Каннах было проведено несколько вечеринок для продвижения фильма. Также было проведено рекламное мероприятие, включавшее 3-х метровых металлических роботов, а также серии интервью и комментариев Шварценеггера о фильме. В качестве мерчандайза компанией McFarlane Toys были выпущены экшен-фигурки персонажей нового Терминатора.
Atari адаптировала фильм в три видеоигры, первой стала Terminator 3: Rise of the Machines (2003), разработанная Black Ops Entertainment для нескольких платформ. За ней также последовали Terminator 3: War of the Machines (2003) и Terminator 3: The Redemption (2004).
В первый уикенд после выхода фильма гонщики NASCAR Джейми Макмюррей и Майкл Уолтрип управляли автомобилями с логотипом T3 во время гонок на Daytona International Speedway. Выбор автомобилей отталкивался от визуального сходства с персонажами Шварценеггера и Локен. Кроме того, через месяц после выхода фильма команда Формулы-1 Jaguar Racing использовала свои автомобили с ливреями T3 на Гран-при Великобритании 2003 года.

### Премьера
Премьера состоялась 30 июня 2003 года; широкий прокат стартовал 2 июля. Одновременно с США фильм увидели ещё в Канаде (2 июля), Пуэрто-Рико (3 июля) и СНГ (3 июля). Во многих европейских странах он шёл значительно позже, например в Великобритании — с 1 августа, а во Франции — с 7 августа. Возлагавшихся надежд фильм не оправдал[стиль], хотя в премьерные выходные в США собрал 44 млн долларов, превысив по этому параметру показатель прошлой части. В первую же неделю он уступил «Пиратам Карибского моря». В целом его сборы в США (150,37 млн долларов) даже не окупили производственный бюджет, положение спасли только сборы за рубежом, которые составили свыше 65 % от общего дохода (283 млн долларов).
В России было выпущено 252 копий фильма и он стал самым кассовым в 2003 году, собрав 12,82 млн долларов.
«Терминатор 3: Восстание машин» был выпущен на DVD и VHS 11 ноября 2003 года и на Blu-ray 26 февраля 2008 года.

## Награды и номинации
- Номинация в MTV в 2004 году — лучшая экшн-сцена[источник не указан 709 дней].
- Номинации кинопремии «Сатурн» 2004 года — лучшая актриса второго плана (Кристанна Локен), лучшие визуальные эффекты, лучший грим, лучший научно-фантастический фильм[источник не указан 709 дней].
- Премия журнала Cinescape (Genre Face of the Future) за лучшую женскую роль (Кристанна Локен) 2004 года[источник не указан 709 дней].

## Критика и отзывы
Фильм получил в целом положительные отзывы от зрителей. На сайте Rotten Tomatoes он получил 70 % рейтинг одобрения со средней оценкой 6,8/10 на основе 206 отзывов. Консенсус веб-сайта гласит: «Несмотря на то, что T3 никогда не достигнет высот второго фильма, это долгожданное продолжение франшизы о Терминаторе». Metacritic (который использует средневзвешенное значение) присвоил Терминатору 3: Восстание машин оценку 66 из 100 на основе 41 критика, что указывает на «в целом благоприятные отзывы». Зрители, опрошенные CinemaScore, дали фильму среднюю оценку «B+» по шкале от A+ до F.
Вскоре после выхода фильма на экраны Джеймс Кэмерон назвал его «одним словом: великий», но после выхода четвёртого фильма «Терминатор: Да придёт спаситель», Кэмерон заявил, что его первые два фильма были лучше, чем любой из последующих.
Американский кинокритик Энтони Оливер Скотт из газеты The New York Times заявил, что фильм «по сути, является фильмом категории B: безвкусный, тупой и очевидный». Кинокритик Роджер Эберт дал фильму две с половиной звезды, отметив «по существу, это одна долгая погоня и борьба с диалогами из комиксов».
Украинский фантаст Марина Дяченко также выразила разочарование третьим фильмом:
Финал „Восстания…“ показался мне не просто чужеродным телом — возмутительно чужеродным, странным и даже отвратительным. Всё равно что закончить небезупречное, но в целом весёлое цирковое представление публичным вскрытием утопленника…  Борьба, самопожертвование, надежда, родившаяся в финале второго фильма — всё пошло в корзину. Представьте, как Фродо в конце концов добирается до горы Ородруин, а она оказывается картонным муляжом. И Саурон выходит из-за ширмы, надевает на палец Кольцо Всевластья и с весёлой ухмылкой сообщает: „А теперь — четвёртая серия!“
Еще несколько дней я, держась из последних сил, убеждала соавтора, что „Восстание машин“ — всё-таки пародия с неумело пришитым финалом. Результат хирургической операции, Чебурашка с хвостом скорпиона. Мутант. А потом мне стало окончательно ясно, что надеяться не на что…

„Сделано заурядно“. Это не просто штампик. Это приговор.

## Будущее
Продолжение «Терминатора 3: Восстание машин» было выпущено в 2009 году под названием «Терминатор: Да придет спаситель». Его сюжет продолжает элементы третьего фильма, а действие перенесено в постапокалиптическое будущее (в 2018 год) из-за чего полностью сменился визуальный тон будущего, заявленного в предыдущих фильмах серии. Четвёртый фильм должен был иметь новую запланированную трилогию, но она не состоялась из-за провала в прокате. Это привело к «Терминатору: Генезис» (2015), перезагрузке франшизы, которая также не оправдала кассовых сборов, как и последующая за ней очередная попытка перезагрузки «Терминатор: Темные судьбы», снятая уже с привлечением Джеймса Кэмерона в качестве продюсера фильма.